# Bramerton
Bramerton – wieś w Anglii, w hrabstwie Norfolk, w dystrykcie South Norfolk. Leży 8 km na południowy wschód od Norwich i 158 km na północny wschód od Londynu.
Miejscowość liczy 350 mieszkańców.